# 山谷祥生
山谷 祥生（やまや よしたか、1992年2月15日 - ）は、日本の男性声優。宮城県仙台市出身。フリー。

## 来歴
東日本大震災後、自分がやりたい夢として見つめ直し、声優になりたいという夢から大学を中退。東京アニメーター学院 声優タレント科卒業。
2013年にテレビアニメ『閃乱カグラ』（傀儡B）で声優デビュー。2014年に『一週間フレンズ。』の長谷祐樹役で初めて主役を務める。
事務所は、スペースクラフト・エンタテインメントに所属の後、WITH LINEに所属。2020年、1月1日より同系列の事務所、FIRST WIND productionに所属。2023年末をもって、同事務所を退所しフリーとなる。

## 人物
『涼宮ハルヒの憂鬱』がきっかけで深夜アニメを見始めた。
水泳、剣道、野球、サッカー、ハンドボールなど数多くのスポーツを経験している。
憧れの声優として福山潤を挙げている。
『一週間フレンズ。』で初共演した浅沼晋太郎とは高校が同じで、仙台育英学園高等学校出身。

## 出演
太字はメインキャラクター。

### テレビアニメ
2013年
- 閃乱カグラ（傀儡B）
- 機巧少女は傷つかない（男子生徒B、男子生徒C）

2014年
- 魔法戦争（相羽十〈幼少期〉、男子生徒、ウィザードブレスの魔法使い）
- 中二病でも恋がしたい!戀（生徒）
- 一週間フレンズ。（長谷祐樹）
- selector infected WIXOSS（男子生徒）
- アルドノア・ゼロ（箕国起助） - 2025年に総集編『アルドノア・ゼロ（Re+）』劇場上映
- Re:␣ ハマトラ（ヒカル）
- ダイヤのA（2014年 - 2020年、多田野樹、市大記録員） - 3シリーズ
- オオカミ少女と黒王子（男子生徒）

2015年
- みりたり!（矢野宗平）
- 暗殺教室（2015年 - 2016年、杉野友人） - 2シリーズ
- レーカン!（山田健太）
- 城下町のダンデライオン（男子生徒）
- Charlotte（中学男子D）
- 雨色ココア シリーズ（2015年 - 2016年、古賀ニコラ） - 2シリーズ
- ノラガミ ARAGOTO（截弥、不良）

2016年
- 三者三葉（数学教師）
- 双星の陰陽師（生野愁）
- ネトゲの嫁は女の子じゃないと思った?（ユユン）
- ももくり（沢口理人）
- チア男子!!（花咲薫）
- はんだくん（長谷川）
- B-PROJECT〜鼓動*アンビシャス〜（アシスタント）
- ダンガンロンパ3 -The End of 希望ヶ峰学園- 絶望編（生徒会〈市野庄助〉）
- 刀剣乱舞-花丸-（2016年 - 2018年、秋田藤四郎） - 2シリーズ
- TRICKSTER -江戸川乱歩「少年探偵団」より-（山根たすく）

2017年
- セイレン（磯前学）
- 覆面系ノイズ（男子学生1）
- 潔癖男子!青山くん（立花）
- ナナマル サンバツ（佐々木一）
- イケメン戦国◆時をかけるが恋は始まらない（石田三成）
- 地獄少女 宵伽（長田亜希良）
- アイドルマスター SideM（蒼井享介）
- TSUKIPRO THE ANIMATION（2017年 - 2021年、八重樫剣介、剣介） - 2シリーズ
- ブラッククローバー（2017年 - 2021年、マルクス・フランソワ）

2018年
- HUGっと!プリキュア（2018年 - 2019年、阿万野ひなせ）
- デスマーチからはじまる異世界狂想曲（ユサラトーヤ・ボルエナン）
- ハクメイとミコチ（ノブキ）
- 甘い懲罰〜私は看守専用ペット（明神亜貴）- 通常版
- 千銃士（カール）
- 軒轅剣 蒼き曜（参狼）
- アイドルマスター SideM 理由あってMini!（蒼井享介）

2019年
- 盾の勇者の成り上がり（2019年 - 2025年、川澄樹） - 4シリーズ
- カワウソラボ（オッティモ）
- 消滅都市（シュンペイ）
- この音とまれ!（春日井晴） - 2シリーズ
- スタンドマイヒーローズ PIECE OF TRUTH（菅野夏樹）
- 星合の空（飛鳥悠汰）
- 魔入りました!入間くん（2019年 - 2023年、シャックス・リード） - 3シリーズ
- アフリカのサラリーマン（フクロウ）
- 七つの大罪 神々の逆鱗（バルトラ〈少年〉）
- 放課後さいころ倶楽部（ハンス）

2020年
- 推しが武道館いってくれたら死ぬ（基）
- 理系が恋に落ちたので証明してみた。（2020年 - 2022年、式城直哉） - 2シリーズ
- A3!（向坂椋） - 2シリーズ
- 無能なナナ（子分C / 鶴見川レンタロウ）
- ツキウタ。 THE ANIMATION2（八重樫剣介）
- 呪術廻戦（2020年 - 2023年、吉野順平） - 2シリーズ

2021年
- プレイタの傷（甲斐ミナト）
- 大正オトメ御伽話（志磨珠央）
- 月とライカと吸血姫（フランツ・フェルマン）

2023年
- 『FLAGLIA』〜なつやすみの物語〜（ラブ）

2024年
- 刀剣乱舞 廻 -虚伝 燃ゆる本能寺-（秋田藤四郎）
- 忘却バッテリー（土屋和季）
- 0歳児スタートダッシュ物語（2024年 - 2025年、エルク・フォン・ルクセル、推しキャラ） - 2シリーズ

2025年
- ＃コンパス2.0 戦闘摂理解析システム（十文字アタリ）
- 銀河特急 ミルキー☆サブウェイ（マックス）

### 劇場アニメ
- デジモンアドベンチャー LAST EVOLUTION 絆（2020年、火田伊織[58]）
- ブラッククローバー 魔法帝の剣（2023年、マルクス・フランソワ[59]）
- デジモンアドベンチャー02 THE BEGINNING（2023年、火田伊織[60]）

### OVA
- ブラッククローバー オール魔法騎士感謝祭（2018年、マルクス・フランソワ） - ジャンプスペシャルアニメフェスタ2018上映作品
- スタンドマイヒーローズ WARMTH OF MEMORIES（2023年、菅野夏樹）

### Webアニメ
- ももくり（2015年、沢口理人[61]）
- ケンガンアシュラ（2019年、ヤク）
- デジモンアドベンチャー 25周年記念PV「デジモンアドベンチャー-BEYOND-」（2025年、火田伊織）

### ゲーム
2013年
- フェアリーフェンサー エフ

2014年
- 天空のクラフトフリート（テト）

2015年
- アイドルマスター SideM（2015年 - 2023年、蒼井享介）
- 暗殺教室 殺せんせー大包囲網!!（杉野友人）
- イケメン戦国◆時をかける恋（石田三成）
- ヴァリアントナイツ（アルス＝アークライト）
- 源氏恋絵巻（藤壺）
- 栽培少年（アストロ）
- 絶対迷宮 秘密のおやゆび姫（マッチ売り〈ラース・クリステンセン〉）
- 戦乱のサムライキングダム（南光坊天海、天草時貞、海野六郎）
- 刀剣乱舞 ONLINE（2015年 - 2024年、秋田藤四郎）
- 灰色都市 32人の容疑者（灰賀剛）
- メイプルストーリー（ジェイ）
- 夢王国と眠れる100人の王子様（クレト、アザリー）

2016年
- 暗殺教室 アサシン育成計画!!（杉野友人）
- 一血卍傑-ONLINE-（アメフリコゾウ、サルタヒコ、チョウチンビ）
- 英国探偵ミステリア The Crown（小林誠司）
- グリムノーツ（アリババ）
- 激突!クラッシュファイト（猫王子・ケットシー）
- ＃コンパス 戦闘摂理解析システム（十文字アタリ）
- スタンドマイヒーローズ（菅野夏樹）
- ドラゴンハンターCOOP

2017年
- アイドルマスター SideM LIVE ON ST@GE!（2017年 - 2020年、蒼井享介）
- アニドルカラーズ（夏月斗羽）
- 異世界でカフェを開店しました。（ハウル・シュスト）
- A3!（向坂椋）
- エンドライド -X fragments-（レオンハルト）
- オトメ勇者（リンドロ）
- オルタンシア・サーガ -蒼の騎士団-（クンツ）
- キャプテン翼 〜たたかえドリームチーム〜（チャナ）
- CARAVAN STORIES（マルバス）
- 幻想少女（周瑜、凌統、曹植）
- サウザンドメモリーズ（愉楽の彗壊士ブラッド）
- スタレボ☆彡 88星座のアイドル革命（三毛門椎太）
- 追放選挙（一条要）
- ツキノパラダイス（八重樫剣介）
- DIABOLIK LOVERS LOST EDEN（ユーリ）
- ディアマジ ―魔法少年学科―（蔵主リン）
- 輝星のリベリオン（アースムンド）
- パシャ★モン（ショウマ）
- 無人戦争2099（リー・シャオガン）
- ラジアントヒストリア パーフェクトクロノロジー（マルコ）

2018年
- WolfToxic -オオカミ男に気をつけろ-（ルイス・ファリネッリ）
- イケメン戦国◆時をかける恋 新たなる出逢い（石田三成）
- 千銃士（カール）
- オトチャン☆アニマルズ 〜買って貢いでときめいて!〜（HONE）
- ナイツクロニクル（エドウィン）
- ミトラスフィア -MITRASPHERE-（なりきりボイス）
- ワールドエンド・シンドローム（麻木健介）
- ブラッククローバー カルテットナイツ（マルクス・フランソワ）
- Wiz;ALICE（ハル）
- 戦国大河（明智光秀）
- Ast Memoria -アストメモリア-（ヴィッツ・トレイシー）
- 紡ロジック（百合根旬）

2019年
- シャドウラヴァー（景韶）
- ワンダーグラビティ 〜ピノと重力使い〜（ウォルシュ）
- PETITO〜ビスクドール物語〜（イリオス）
- ラングリッサーI&II（レアード）
- ヒーロー’sパーク（オーフィ / 柊）

2020年
- エグゾスヒーローズ（レインジ）
- エンゲージソウルズ（アポロン）
- 剣が刻（月輪）
- Lost Kiss 〜カレと運命の恋愛〜（波多江晄一）

2021年
- 盾の勇者の成り上がり RERISE（川澄樹）
- アイドルマスター ポップリンクス（蒼井享介）
- アイドルマスター SideM GROWING STARS（2021年 - 2023年、蒼井享介）
- 千銃士: Rhodoknight（カール）
- 悪魔執事と黒い猫（ラト・バッカ）

2022年
- キャプテン翼ZERO 〜決めろミラクルシュート〜（吹野朝日）
- 白き鋼鉄のX2（ブリガド）
- 夢職人と忘れじの黒い妖精（リーベ）
- ポケモンマスターズEX（リョウ）
- #コンパス ライブアリーナ（2022年 - 2023年、十文字アタリ）
- 戦国大河（明智光秀）

2023年
- 呪術廻戦 ファントムパレード（吉野順平）

2024年
- 呪術廻戦 戦華双乱（吉野順平）

### ドラマCD
2014年
- 『一週間フレンズ。』あれからの友達。（長谷祐樹）

2015年
- THE IDOLM@STER SideM ST@RTING LINE 05  W（蒼井享介）
- ALIVE Side:G（八重樫剣介）
- ツキプロフェスタin推しなモノ詰め!（八重樫剣介）
- FlyME project『MEDICODE』（テント）
- 季刊シリーズ『saison（セゾン）automne〔オートヌ〕秋』（高山優）
- ようこそ声優寮へ！301号室 〜イジられ声優〜（柊慎之介）

2016年
- ALIVE Growth DramaCD vol.1 - 5（八重樫剣介）
- ALIVE Growth ユニットソングシリーズ 「STAR SAIL」（八重樫剣介）
- イケメン戦国 時をかける恋 キャラクターソング&ドラマCD第2弾（石田三成）
- 好きじゃないんだから!（菅谷星）
- FlyME project ドラマCD「みんなでごはんっすよ!!」（テント）
- 夢王国と眠れる100人の王子様〜王子様達のスウィートでビターなチョコレート作り〜（クレト）

2017年
- なまいきざかり。 〜夏の合宿編〜（バスケ部員A） ※『花とゆめ』2017年17号付録
- ドラマCD ももくり（沢口理人）

2018年
- 軍靴のバルツァー（マルセル・ヤンセン）※コミックス第11巻ドラマCD付き限定版
- 恋するシェアハウス4〜Which do you choose?〜（野崎廉）
- 「DOUBLE DARE STORIES」 side MESH（縁）
- ツキプロ×アニ店特急2017冬 全国盤（八重樫剣介）
- MUSIC WHISPER【眠れぬ夜にささやいて】 the poetry reading by山谷祥生（ルーク役）&高塚智人（カイト役）

2019年
- Dryadroid-ドライアドロイド-（カイン）

2020年
- 幕末男子 ―新選組時空伝―（沖田総司）
- 夢色キャスト Drama Theater 2〜蒼海のプレアデス〜（品田周）

2021年
- 淡海乃海 水面が揺れる時〜三英傑に嫌われた不運な男、朽木基綱の逆襲〜（高明、義輝）

2022年
- 淡海乃海 水面が揺れる時（朽木主税基安、平井弥太郎高明）
- ディア♥ヴォーカリスト（SHIZURU〈シズル〉）

### BLCD
2016年
- 愛はじ。-おつき愛はじめました- 第二弾 2人はアイドル〜初エッチ編〜（雨宮玲衣）
- さよなら恋人 またきて友だち（中谷ゆう）

2017年
- さくらハイツへようこそ!—205号室—（内村和彌）
- その攻キャラは、流行りません!（板橋）
- まほカレ　カエデ×ユヅキ篇（ユヅキ）

2018年
- シックな眼鏡と気になるカラダ（宮永涼太）
- 入室ノックは忘れずに（仁木悠一）
- リカー&シガレット（エランド）

2019年
- ハローモーニングスター（ゆう）

2021年
- クロエと雌の園（江田園義）

2024年
- 掌中のエアレンデル　～君さえいればいい～（伊藤湊）

### オーディオドラマ
- 終末のハーレム（2017年、水原怜人[137]）
- アイドルマスター SideM「315 PASSION CONTENTS」（2024年、蒼井享介） - 5作品[一覧 13]

### デジタルコミック
- 花にけだもの（2016年、日吉竜生[138][139]）
- せいちゃんキャパオーバーです!（2021年、泉誠一郎〈せいちゃん〉[140]）
- それともタイムリープにする?（2021年、芽音信道[141]）
- 十二星座区★町内会（2022年、へーらくれすぅ[142]）
- 大型新人の教育係（2022年、室宮旭[143]）
- 僕だけのα（2022年、鈴谷[144][145]）
- モトカレ←リトライ（2022年、山下和葉[146]）
- 転生婚（2022年、紺野青[147]）

### 吹き替え
- ハンク ‐ちょっと特別なボクの日常‐（2015年、ニック・マケルティ[148]）
- ユートピア（2015年、ヒンス[149]）
- アストロロロジー 〜おかしな12星座うらない〜（2022年、さすけ〈さそり座〉[150]）

### ラジオ
※はインターネット配信。
- MAN TWO MONTH RADIO 山谷祥生の人生山あり谷あり（2015年 - 2016年、AG-ON※・超!A&G+※）[151]
- 祥生さんは山へ柴刈りへ、健吾さんは河へ洗濯に（2016年 - 2017年、RADIO TOMO※）[152]
- アイドルマスター SideM ラジオ 315プロNight!（2016年、ニコニコ生放送※）
- 山谷祥生伝説（2016年 - 2017年、超!A&G+※）[153]
- Caféグラススリッパー（2017年 - 、RADIO TOMO※）
- 「アニドルカラーズ」入学準備ゼミナール♪（2017年、音泉※）[154]
- 山谷祥生の彼女に知っていて欲しいコト（2019年、マンガPark※）
- 今晩からぐっすり眠れるラジオ『眠るナイト』（2019年 - 2021年、ニコニコ生放送※）

### ナレーション
- きゃらくるみ 商品紹介動画（2015年）[155]

### テレビ番組
※はインターネット配信。
- モテ福（2013年 - 2018年、テレビ埼玉）トイレイモンド、みっくん、枕のくらさん 役
- よしまさせいごのMy Favorite Night（2014年 - 2016年、ニコニコ生放送※）
- オトメイトチャンネル（2016年 - 2018年、ニコニコ生放送※）アシスタント
- スタマイちゃんねる（2017年 - 2019年、YouTube※）[156]
- カオスパイ（2018年、テレビ埼玉）アフロディーテ、小鳥遊（メデューサ）、トイレイモンド 役
- ダストハウス（2018年11月24日、ニコニコ生放送※）[157]
- 文豪カプリチオ（2022年、アニマックス プレミアムVOD※）[158]
- 河西健吾&山谷祥生の毎月チガウみせ（2022年、ニコニコチャンネル※）[159]

### 映像商品
- アイドルマスター SideM シリーズ
  - THE IDOLM@STER SideM 1st STAGE 〜ST@RTING!〜 Live Blu-ray
  - THE IDOLM@STER SideM 2nd STAGE 〜ORIGIN@L STARS〜 Live Blu-ray
  - THE IDOLM@STER SideM GREETING TOUR 2017 〜BEYOND THE DREAM〜 LIVE Blu-ray
  - TVアニメ「アイドルマスターSideM」 イベント Five-St@r Party
  - THE IDOLM@STER SideM 3rdLIVE TOUR 〜GLORIOUS ST@GE!〜 LIVE Blu-ray [Side MAKUHARI]
  - THE IDOLM@STER SideM 3rdLIVE TOUR 〜GLORIOUS ST@GE!〜 LIVE Blu-ray [Side SENDAI]
  - THE IDOLM@STER SideM 3rdLIVE TOUR 〜GLORIOUS ST@GE!〜 LIVE Blu-ray [Side SHIZUOKA]
  - THE IDOLM@STER SideM PRODUCER MEETING 315 SP@RKLING TIME WITH ALL!!!
  - THE IDOLM@STER SideM 4th STAGE 〜TRE@SURE GATE〜 LIVE Blu-ray
- &6allein シリーズ
  - &6alleinの2/6! It's COOL!
  - &6alleinの6/6! Let's NURU NURU!
  - &6alleinの6/6! SEASON 2
  - &6allein 1st LIVE「With You」
  - &6allein 2nd LIVE Choice“＆”Chance
- イケメン戦国感謝祭-第三話-織田軍vs武田・上杉連合軍天下分け目の和光市大合戦！[160]
- A3! FIRST Blooming FESTIVAL
- A3! SECOND Blooming FESTIVAL
- A3! BLOOMING LIVE 2019
- A3! BLOOMING LIVE 2022
- 大河・仲村のゲームインドアダービー[161]
- Cafe グラススリッパーへようこそ 〜料理に挑戦編〜
- 人狼バトル シリーズ
  - 人狼バトル〜人狼VS魔法使い〜
  - 人狼バトル lies and the truth 2018 JUNE〜人狼VS怪盗〜
  - 人狼バトル〜人狼VSスパイ〜
  - 人狼バトル lies and the truth 2019 August〜人狼VSエクソシスト〜
  - 人狼バトル lies and the truth 2020 FEBRUARY〜人狼VSプリズナー〜[162]
- 声優ボウリングランプリ6[163]
- ツキプロ シリーズ
  - ツキプロch. Vol.1 - 4
  - ツキプロch. シーズン2 Vol.1 - 3
  - ツキプロフェスタ in ラフォーレ原宿
  - ツキプロライブ 2016 in 中野
  - A.L.P —ALIVE PARTY 2017 SUMMER—
  - TSUKIPRO LIVE 2018 SUMMER CARNIVAL
  - TSUKIPRO LIVE 2022 WINTER CARNIVAL
- FUTSAL声優Section 1[164]
- FUTSAL声優 2019 SEPTEMBER[165]
- EVENT DVD MARINE SUPERNOVA 2018・2019
- モテ福
  - モテ福 番外編 もうアオイちゃんに会いたくないなんて言わないよ絶対
- radiotomo presents art sonic FES.20[166]
- リアル宝探し 〜海神ポセイドーンを封印せよ〜in 横浜・八景島シーパラダイス
- Rejet Fes.2019 ORIGIN

### 朗読劇
- 朗読劇「学園デスパネル」（2018年9月8日・9日、白龍ホール）
- 声優朗読劇フォアレーゼン「本当はあぶないモーツァルト」（2018年11月25日、はつかいち文化ホール） - モーツァルト 役、ナレーション[167]
- 声優朗読劇フォアレーゼン「沈黙の日本史 但木土佐成行」（2021年12月18日、大和町ふれあい文化創造センター 大ホール） - 玉蟲左太夫、九条道孝 役[168]
- 声優朗読劇フォアレーゼン「ヘンデル一代記」（2021年12月26日、旭川市民文化会館 大ホール） - アッカーマン 役[169]
- Story Teller「朗読・グリム -シュヴァルツヴァルトの赤ずきん-」（2022年8月14日、ニッショーホール） - レッド 役[170]
- アニマックス朗読劇 『ハニーレモンソーダ』（2022年9月3日、ヒューリックホール東京） - 三浦界 役[171]
- 朗読劇『恋と嘘』（2022年11月9日 - 13日、TIAT SKY HALL） - 根島由佳吏 役[172]
- 声優朗読劇 フォアレーゼン「疑惑」（2022年12月11日、マルホンまきあーとテラス 大ホール） - 青年 役[173]
- THE IDOLM@STER SideM PASSIONABLE READING SHOW -超常事変〜対立スル正義〜-（2023年3月11日、武蔵野の森総合スポーツプラザ メインアリーナ） - 蒼井享介 役[174]
- THE IDOLM@STER SideM PASSIONABLE READING SHOW ～天地四心伝～（2024年2月10日、幕張イベントホール） - 蒼井享介 役[175]
- eeo Stage reading 朗読劇「はなしぐれ」（2025年1月9日 - 13日、CBGKシブゲキ!!） - 坂井進 役[176]

### その他コンテンツ
- 連載ブログ 超！アニメディア「山谷祥生の漢途上」（2014年 - 2017年）
- 特集陳列『刀剣を楽しむ─名物刀を中心に─』刀剣乱舞版ガイド（京都国立博物館、2015年12月15日 - 2016年2月21日）[177]
- 青森県の観光プロモーション映像「君と“2人”で楽しむ青森県」〜南部編〜（2017年）[178]
- 一週間フレンズ。（2017年、実写映画）卒業式のアナウンス[179]
- 心やさしく賢い子に育つ みじかいおはなし366（2018年、オーディオブック）

## ディスコグラフィ

### キャラクターソング
| 発売日   | 商品名                                                                                      | 歌 | 楽曲                                                                      | 備考 |
| 2014年   | 2014年                                                                                      | 2014年 | 2014年                                                                    | 2014年 |
| -------- | ------------------------------------------------------------------------------------------- | --- | ------------------------------------------------------------------------- | --- |
| 5月21日  | 奏（かなで）                                                                                | 長谷祐樹（山谷祥生） | 「奏（かなで）」                                                          | テレビアニメ『一週間フレンズ。』関連曲                                                                            |
| 2015年   |                                                                                             | |                                                                           | |
| 2月20日  | ALIVE その1 Side.G                                                                          | Growth | 「ラダ・キアナ」 「My Gloria」 「自由の鳥」                               | キャラクターCD『ALIVE』関連曲                                                                                     |
| 5月29日  | ALIVE その2 Side.G                                                                          | Growth | 「光と海の讃歌」 「悠久のフィリア」 「グレゴリオ」                        | キャラクターCD『ALIVE』関連曲                                                                                     |
| 5月29日  | 暗殺教室 BD・DVD 第3巻特典CD                                                                | 3年E組修学旅行4班 | 「青春サツバツ論」                                                        | テレビアニメ『暗殺教室』オープニングテーマ                                                                        |
| 7月15日  | レーカン！ BD・DVD 第1巻特典CD                                                              | アホの山田とレーカン！5人娘 | 「あいうえおや」                                                          | テレビアニメ『レーカン！』関連曲                                                                                  |
| 8月21日  | 「絶対迷宮 秘密のおやゆび姫」キャラクターソングCD Vol.2                                     | マッチ売り・ラース（山谷祥生） | 「紅の軍旗」                                                              | ゲーム『絶対迷宮 秘密のおやゆび姫』関連曲                                                                         |
| 8月28日  | ALIVE その3 Side.G                                                                          | Growth | 「ハウル」 「黄昏のメロディア」 「Re:born」                               | キャラクターCD『ALIVE』関連曲                                                                                     |
| 9月16日  | レーカン！ BD・DVD 第3巻特典CD                                                              | オールスターキャスト | 「カラフルストーリー」                                                    | テレビアニメ『レーカン！』関連曲                                                                                  |
| 10月21日 | THE IDOLM@STER SideM ST@RTING LINE-05 W                                                     | W | 「VICTORY BELIEVER」 「Pleasure Forever...」 「DRIVE A LIVE」             | ゲーム『アイドルマスター SideM』関連曲                                                                            |
| 11月25日 | Rainy cocoa/じゃあね、また                                                                  | Rainy Color | 「Rainy cocoa」                                                           | テレビアニメ『雨色ココア Rainy Colorへようこそ！』オープニングテーマ                                              |
| 11月25日 | Rainy cocoa/じゃあね、また                                                                  | Rainy Color | 「じゃあね、また」                                                        | テレビアニメ『雨色ココア Rainy Colorへようこそ！』エンディングテーマ                                              |
| 11月27日 | ALIVE その4 Side.G                                                                          | Growth | 「Super Nova」 「ルクレシア」 「空想のレトロ」                            | キャラクターCD『ALIVE』関連曲                                                                                     |
| 2016年   |                                                                                             | |                                                                           | |
| 4月22日  | ALIVE Growth 花鳥風月「花」編                                                               | Growth | 「FLOW AWAY」                                                             | キャラクターCD『ALIVE』関連曲                                                                                     |
| 6月24日  | ALIVE Growth 花鳥風月「鳥」編                                                               | Growth | 「不死鳥のネビュラ」                                                      | キャラクターCD『ALIVE』関連曲                                                                                     |
| 8月26日  | ALIVE Growth 花鳥風月「風」編                                                               | Growth | 「CORONA」                                                                | キャラクターCD『ALIVE』関連曲                                                                                     |
| 9月28日  | 暗殺教室 ベストアルバム 〜Music Memories〜                                                  | 3年E組 | 「旅立ちのうた」                                                          | テレビアニメ『暗殺教室』挿入歌                                                                                    |
| 10月5日  | THE IDOLM@STER SideM 2nd ANNIVERSARY DISC 03 Jupiter & W                                    | Jupiter & W | 「カレイド TOURHYTHM」                                                    | ゲーム『アイドルマスター SideM』関連曲                                                                            |
| 10月5日  | THE IDOLM@STER SideM 2nd ANNIVERSARY DISC 03 Jupiter & W                                    | W | 「LEADING YOUR DREAM」                                                    | ゲーム『アイドルマスター SideM』関連曲                                                                            |
| 10月26日 | 刀剣乱舞-花丸- 歌詠集其の二                                                                 | 前田藤四郎（入江玲於奈）、薬研藤四郎（山下誠一郎）、五虎退（粕谷雄太）、秋田藤四郎（山谷祥生）、乱藤四郎（山本和臣）、平野藤四郎（浅利遼太）、厚藤四郎（山下大輝） | 「花の薫りは叶枝垂れ」                                                    | テレビアニメ『刀剣乱舞-花丸-』エンディングテーマ                                                                  |
| 11月23日 | 刀剣乱舞-花丸- 歌詠集其の四                                                                 | 前田藤四郎（入江玲於奈）、鯰尾藤四郎（斉藤壮馬）、薬研藤四郎（山下誠一郎）、五虎退（粕谷雄太）、秋田藤四郎（山谷祥生）、乱藤四郎（山本和臣）、平野藤四郎（浅利遼太）、骨喰藤四郎（鈴木裕斗）、厚藤四郎（山下大輝）、博多藤四郎（大須賀純）、一期一振（田丸篤志） | 「恋と浄土の八重桜」                                                      | テレビアニメ『刀剣乱舞-花丸-』エンディングテーマ                                                                  |
| 11月25日 | ALIVE Growth 花鳥風月「月」編                                                               | Growth | 「月影のリフレイン」                                                      | キャラクターCD『ALIVE』関連曲                                                                                     |
| 12月7日  | 刀剣乱舞-花丸- 歌詠集其の五                                                                 | にっかり青江（間島淳司）と幽霊退治戦隊 | 「にっかり妖かし数え唄」                                                  | テレビアニメ『刀剣乱舞-花丸-』エンディングテーマ                                                                  |
| 2017年   |                                                                                             | |                                                                           | |
| 2月1日   | Beyond The Dream                                                                            | 315プロダクション所属アイドル | 「Beyond The Dream」                                                      | ゲーム『アイドルマスター SideM』テーマソング                                                                      |
| 2月1日   | Beyond The Dream                                                                            | 315プロダクション所属アイドル（インテリ） | 「Beyond The Dream」                                                      | ゲーム『アイドルマスター SideM』テーマソング                                                                      |
| 2月10日  | THE IDOLM@STER SideM 2nd ANNIVERSARY SOLO COLLECTION                                        | 蒼井享介（山谷祥生） | 「LEADING YOUR DREAM」                                                    | ゲーム『アイドルマスター SideM』関連曲                                                                            |
| 4月28日  | ALIVE「X Lied」vol.2 守人&剣介                                                              | 八重樫剣介（山谷祥生） | 「プラネタリア」                                                          | キャラクターCD『ALIVE』関連曲                                                                                     |
| 5月24日  | A3! First SUMMER EP                                                                         | 夏組 | 「オレサマ☆夏summer」                                                     | ゲーム『A3!』関連曲                                                                                               |
| 6月28日  | THE IDOLM@STER SideM ORIGIN@L PIECES 05                                                     | 蒼井享介（山谷祥生） | 「“W”onderful Tactics!」                                                  | ゲーム『アイドルマスター SideM』関連曲                                                                            |
| 7月28日  | ALIVE Growth ユニットソングシリーズ「STAR SAIL」                                            | Growth | 「STAR SAIL」                                                             | キャラクターCD『ALIVE』関連曲                                                                                     |
| 9月20日  | Ride on☆ 7Dream!                                                                            | 7Colors | 「Ride on☆ 7Dream!」 「瞬間Sparkle」                                      | ゲーム『アニドルカラーズ』関連曲                                                                                  |
| 10月4日  | A3! Blooming SUMMER EP                                                                      | スカイ［斑鳩三角（廣瀬大介）］、ヘンリー［向坂椋（山谷祥生）］ | 「進め！パイレーツ」                                                      | ゲーム『A3!』関連曲                                                                                               |
| 10月4日  | A3! Blooming SUMMER EP                                                                      | 向坂椋（山谷祥生） | 「いつか王子様に…」                                                       | ゲーム『A3!』関連曲                                                                                               |
| 10月27日 | 魔法のキズナ                                                                                | Growth | 「魔法のキズナ」                                                          | テレビアニメ『TSUKIPRO THE ANIMATION』主題歌                                                                      |
| 11月15日 | THE IDOLM@STER SideM ANIMATION PROJECT 01「Reason‼」                                        | 315 STARS（DRAMATIC STARS、Beit、S.E.M、High×Joker、W、Jupiter） | 「Reason‼」                                                               | テレビアニメ『アイドルマスター SideM』オープニングテーマ                                                          |
| 11月15日 | THE IDOLM@STER SideM ANIMATION PROJECT 01「Reason‼」                                        | Beit、High×Joker、W | 「夏時間グラフィティ」                                                    | テレビアニメ『アイドルマスター SideM』挿入歌                                                                      |
| 12月6日  | 『刀剣乱舞-花丸-』歌詠全集                                                                  | 花丸刀剣男士一同 | 「花丸◎日和！47振りver.」                                                 | 劇場アニメ『刀剣乱舞-花丸- 〜幕間回想録〜』主題歌                                                                 |
| 12月13日 | THE IDOLM@STER SideM ANIMATION PROJECT 04「AFTER THE RAIN」                                 | W | 「AFTER THE RAIN」                                                        | テレビアニメ『アイドルマスター SideM』エンディングテーマ                                                          |
| 12月13日 | THE IDOLM@STER SideM ANIMATION PROJECT 04「AFTER THE RAIN」                                 | W | 「Reason!!」                                                              | テレビアニメ『アイドルマスター SideM』関連曲                                                                      |
| 2018年   |                                                                                             | |                                                                           | |
| 1月24日  | アイドルマスター SideM BD・DVD第2巻特典CD「315 St@rry Collaboration 02 〜High×Joker&W〜」   | High×Joker、W | 「いつかこの瞬間に名前をつけるなら」                                      | テレビアニメ『アイドルマスター SideM』関連曲                                                                      |
| 1月24日  | アイドルマスター SideM BD・DVD第2巻特典CD「315 St@rry Collaboration 02 〜High×Joker&W〜」   | W | 「Fun! Fun! Festa!」                                                      | テレビアニメ『アイドルマスター SideM』関連曲                                                                      |
| 1月26日  | TSUKIPRO THE ANIMATION BD・DVD第2巻特典CD                                                   | Growth | 「one day…」                                                              | テレビアニメ『TSUKIPRO THE ANIMATION』エンディングテーマ                                                          |
| 1月31日  | THE IDOLM@STER SideM ANIMATION PROJECT 08「GLORIOUS RO@D」                                  | 315 STARS（DRAMATIC STARS、Beit、S.E.M、High×Joker、W、Jupiter） | 「DRIVE A LIVE（第13話 Ver）」                                            | テレビアニメ『アイドルマスター SideM』エンディングテーマ                                                          |
| 1月31日  | THE IDOLM@STER SideM ANIMATION PROJECT 08「GLORIOUS RO@D」                                  | 315 STARS（DRAMATIC STARS、Beit、S.E.M、High×Joker、W、Jupiter） | 「GLORIOUS RO@D」                                                         | テレビアニメ『アイドルマスター SideM』挿入歌                                                                      |
| 1月31日  | 続『刀剣乱舞-花丸-』歌詠集 其の四                                                           | 大和守安定（市来光弘）、加州清光（増田俊樹）、山姥切国広（前野智昭）、獅子王（逢坂良太）、石切丸（高橋英則）、秋田藤四郎（山谷祥生）、乱藤四郎（山本和臣）、鳴狐（浅沼晋太郎） | 「花丸印の日のもとで ver.4」                                              | テレビアニメ『続 刀剣乱舞-花丸-』オープニングテーマ                                                               |
| 2月21日  | 続『刀剣乱舞-花丸-』歌詠集 其の七                                                           | 前田藤四郎（入江玲於奈）、鯰尾藤四郎（斉藤壮馬）、薬研藤四郎（山下誠一郎）、五虎退（粕谷雄太）、秋田藤四郎（山谷祥生）、乱藤四郎（山本和臣）、平野藤四郎（浅利遼太）、骨喰藤四郎（鈴木裕斗）、厚藤四郎（山下大輝）、博多藤四郎（大須賀純）、一期一振（田丸篤志）、後藤藤四郎（村田太志）、信濃藤四郎（小林裕介）、包丁藤四郎（宮田幸季）                                                                                                 | 「鈴生り時にて」                                                          | テレビアニメ『続 刀剣乱舞-花丸-』エンディングテーマ                                                               |
| 3月23日  | TSUKIPRO THE ANIMATION BD・DVD第4巻特典CD                                                   | Growth | 「パラレル・リネージュ」                                                  | テレビアニメ『TSUKIPRO THE ANIMATION』エンディングテーマ                                                          |
| 5月18日  | TSUKIPRO THE ANIMATION BD・DVD第6巻特典CD                                                   | Growth | 「陽だまりに咲く」                                                        | テレビアニメ『TSUKIPRO THE ANIMATION』エンディングテーマ                                                          |
| 6月15日  | TSUKIPRO THE ANIMATION BD・DVD第7巻特典CD                                                   | SOARA、Growth、SolidS、QUELL | 「Dear Dreamer,」                                                         | テレビアニメ『TSUKIPRO THE ANIMATION』エンディングテーマ                                                          |
| 6月27日  | アイドルマスター SideM BD・DVD第7巻特典CD PASSION of the PASSION Sound Disc                 | 天道輝（仲村宗悟）、ピエール（堀江瞬）、渡辺みのり（高塚智人）、伊瀬谷四季（野上翔）、蒼井享介（山谷祥生）、硲道夫（伊東健人）、若里春名（白井悠介）、舞田類（榎木淳弥） | 「315 Steelo!」                                                           | OVA『アイドルマスター SideM』挿入歌                                                                               |
| 8月31日  | ALIVE Growth RE:START シリーズ2                                                             | 八重樫剣介（山谷祥生）、桜庭涼太（山下大輝） | 「Promessa」                                                              | キャラクターCD『ALIVE』関連曲                                                                                     |
| 10月3日  | A3! VIVID SUMMER EP                                                                         | 夏組 | 「夏って☆パリパリ！」                                                     | ゲーム『A3!』関連曲                                                                                               |
| 10月26日 | ALIVE Growth RE:START シリーズ3                                                             | Growth | 「追憶のネニア」                                                          | キャラクターCD『ALIVE』関連曲                                                                                     |
| 11月28日 | Noble Bullet 08 ハプスブルクグループ                                                        | カール（山谷祥生） | 「Plus Ultra」                                                            | ゲーム『千銃士』関連曲                                                                                            |
| 12月19日 | THE IDOLM@STER SideM WakeMini! MUSIC COLLECTION 03                                          | 315 STARS（インテリ Ver.） | 「POKER FAITH -ポーカーフェイス-」                                        | テレビアニメ『アイドルマスター SideM 理由あってMini!』エンディングテーマ                                          |
| 12月26日 | スタレボ☆彡 88星座のアイドル革命 THE BEST「STAR REVOLUTION」Vol.3                           | Luna Lore | 「Horoscope」 「イケナイヒミツ」                                          | ゲーム『スタレボ☆彡 88星座のアイドル革命』関連曲                                                                  |
| 2019年   |                                                                                             | |                                                                           | |
| 2月22日  | ALIVE Growth RE:START シリーズ5                                                             | 八重樫剣介（山谷祥生）、藤村衛（寺島惇太） | 「名も無き星たち」                                                        | キャラクターCD『ALIVE』関連曲                                                                                     |
| 3月15日  | THE IDOLM@STER SideM WakeMini! SOLO COLLECTION 03 INTELLIGENCE Ver.                         | 蒼井享介（山谷祥生） | 「POKER FAITH -ポーカーフェイス-」                                        | テレビアニメ『アイドルマスター SideM 理由あってMini!』関連曲                                                      |
| 4月3日   | THE IDOLM@STER SideM WORLD TRE@SURE 07                                                      | ピエール（堀江瞬）、蒼井享介（山谷祥生）、清澄九郎（中田祐矢）、榊夏来（渡辺紘） | 「Purely&Kindly」 「MEET THE WORLD!（FINLAND Ver.）」                     | ゲーム『アイドルマスター SideM LIVE ON ST@GE!』関連曲                                                             |
| 5月10日  | THE IDOLM@STER SideM 4th ANNIVERSARY DISC「LIVE in your SMILE / DREAM JOURNEY」             | Altessimo、W、FRAME、彩、神速一魂、S.E.M、THE 虎牙道、Legenders | 「LIVE in your SMILE」                                                    | ゲーム『アイドルマスター SideM』関連曲                                                                            |
| 5月31日  | ALIVE Growth RE:START シリーズ6                                                             | Growth | 「運命のペンデュラム」                                                    | キャラクターCD『ALIVE』関連曲                                                                                     |
| 6月26日  | A3! BRIGHT SUMMER EP                                                                        | フローレンス［向坂椋（山谷祥生）］、ブロト［兵頭九門（畠中祐）］ | 「The Prince in Full Bloom〜花の王子と従者様〜」                          | ゲーム『A3!』関連曲                                                                                               |
| 6月26日  | A3! BRIGHT SUMMER EP                                                                        | 夏組 | 「Ever☆Blooming!」                                                        | ゲーム『A3!』関連曲                                                                                               |
| 12月18日 | A3! MIX SEASONS LP                                                                          | ウィル［佐久間咲也（酒井広大）］、ニック［向坂椋（山谷祥生）］ | 「MagiClap」                                                              | ゲーム『A3!』関連曲                                                                                               |
| 12月18日 | THE IDOLM@STER SideM 5th ANNIVERSARY DISC 01 PRIDE STAR                                     | 315 ALLSTARS | 「PRIDE STAR」 「DRIVE A LIVE」 「Reason!!」 「GLORIOUS RO@D」            | ゲーム『アイドルマスター SideM』関連曲                                                                            |
| 2020年   |                                                                                             | |                                                                           | |
| 1月24日  | ALIVE「CARDS」シリーズ2巻 Growth「DIAMOND」                                                 | Growth | 「HOPE DIAMOND」 「憧憬のマテリア」                                       | キャラクターCD『ALIVE』関連曲                                                                                     |
| 2月19日  | THE IDOLM@STER SideM 5th ANNIVERSARY DISC 03 W&Café Parade&もふもふえん                     | W | 「Great Sympathy」                                                        | ゲーム『アイドルマスター SideM』関連曲                                                                            |
| 2月19日  | THE IDOLM@STER SideM 5th ANNIVERSARY DISC 03 W&Café Parade&もふもふえん                     | W、Café Parade、もふもふえん | 「ミュージアムジカ」                                                      | ゲーム『アイドルマスター SideM』関連曲                                                                            |
| 3月6日   | THE IDOLM@STER SideM 5th ANNIVERSARY UNIT COLLECTION -PRIDE STAR-                           | W | 「PRIDE STAR」                                                            | ゲーム『アイドルマスター SideM』関連曲                                                                            |
| 5月20日  | Home/オレンジ・ハート                                                                       | 夏組 | 「オレンジ・ハート」                                                      | テレビアニメ『A3!』エンディングテーマ                                                                             |
| 8月26日  | THE IDOLM@STER SideM 5th ANNIVERSARY SOLO COLLECTION 02                                     | 蒼井享介（山谷祥生） | 「Great Sympathy」                                                        | ゲーム『アイドルマスター SideM』関連曲                                                                            |
| 8月28日  | Dear Dreamer, ver.Growth                                                                    | Growth | 「Dear Dreamer,」                                                         | テレビアニメ『TSUKIPRO THE ANIMATION』関連曲                                                                      |
| 2021年   |                                                                                             | |                                                                           | |
| 2月3日   | THE IDOLM@STER SideM NEW STAGE EPISODE:09 W                                                 | W | 「YELL OF DELIGHT」 「NEXT STAGE!」                                       | ゲーム『アイドルマスター SideM』関連曲                                                                            |
| 2月7日   | THE IDOLM@STER SideM UNIT COLLECTION -MEET THE WORLD!-                                      | 315 ALLSTARS | 「MEET THE WORLD!」                                                       | ゲーム『アイドルマスター SideM』関連曲                                                                            |
| 2月7日   | THE IDOLM@STER SideM UNIT COLLECTION -MEET THE WORLD!-                                      | W | 「MEET THE WORLD!」                                                       | ゲーム『アイドルマスター SideM』関連曲                                                                            |
| 7月9日   | 自由の旅路                                                                                  | Growth | 「自由の旅路」                                                            | テレビアニメ『TSUKIPRO THE ANIMATION 2』主題歌                                                                    |
| 8月1日   | デジモンアドベンチャー02 ベストパートナー「絆」④火田伊織&アルマジモン                       | 火田伊織（山谷祥生） | 「変わらないもの」                                                        | 劇場アニメ『デジモンアドベンチャーLAST EVOLUTION 絆』関連曲                                                       |
| 8月1日   | デジモンアドベンチャー02 ベストパートナー「絆」④火田伊織&アルマジモン                       | 火田伊織（山谷祥生）、アルマジモン（浦和めぐみ） | 「Choo Choo Tryin’」                                                      | 劇場アニメ『デジモンアドベンチャーLAST EVOLUTION 絆』関連曲                                                       |
| 9月29日  | THE IDOLM@STER SideM GROWING SIGN@L 01 Growing Smiles!                                      | 315 ALLSTARS | 「Growing Smiles!」 「DRIVE A LIVE」 「Beyond The Dream」 「NEXT STAGE!」 | ゲーム『アイドルマスター SideM GROWING STARS』関連曲                                                              |
| 10月20日 | A3! SUNNY SUMMER EP                                                                         | 向坂椋（山谷祥生） | 「キミだけのプリンス」                                                    | ゲーム『A3!』関連曲                                                                                               |
| 11月26日 | TSUKIPRO THE ANIMATION2 BD・DVD第1巻特典CD                                                  | Growth | 「衛星のシルヴィス」                                                      | テレビアニメ『TSUKIPRO THE ANIMATION2』エンディングテーマ                                                         |
| 11月26日 | ALIVE Neo X Lied vol.2 守人&剣介                                                            | 在原守人（小野友樹）、八重樫剣介（山谷祥生） | 「Re:venger」                                                             | キャラクターCD『ALIVE』関連曲                                                                                     |
| 2022年   |                                                                                             | |                                                                           | |
| 1月8日   | THE IDOLM@STER SideM UNIT COLLECTION -Growing Smiles!-                                      | W | 「Growing Smiles!」                                                       | ゲーム『アイドルマスター SideM GROWING STARS』関連曲                                                              |
| 1月28日  | TSUKIPRO THE ANIMATION2 BD・DVD第3巻特典CD                                                  | 在原守人（小野友樹）、神楽坂宗司（古川慎）、八重樫剣介（山谷祥生）、桜庭涼太（山下大輝）、篁志季（江口拓也）、奥井翼（斉藤壮馬） | 「名残鬼」                                                                | テレビアニメ『TSUKIPRO THE ANIMATION2』エンディングテーマ                                                         |
| 2月25日  | TSUKIPRO THE ANIMATION2 BD・DVD第4巻特典CD                                                  | Growth | 「忘れかけたもの」                                                        | テレビアニメ『TSUKIPRO THE ANIMATION2』エンディングテーマ                                                         |
| 3月12日  | THE IDOLM@STER SideM PASSION@TE FORMATION -INTELLIGENCE-                                    | 315 STARS（インテリVer.） | 「ANYWHERE」                                                              | ゲーム『アイドルマスター SideM GROWING STARS』関連曲                                                              |
| 3月12日  | THE IDOLM@STER SideM PASSION@TE FORMATION -INTELLIGENCE-                                    | 蒼井享介（山谷祥生） | 「ANYWHERE」                                                              | ゲーム『アイドルマスター SideM GROWING STARS』関連曲                                                              |
| 9月21日  | THE IDOLM@STER SideM 49 ELEMENTS 04 W                                                       | W | 「Growin'Groovin'」                                                       | ゲーム『アイドルマスター SideM GROWING STARS』関連曲                                                              |
| 9月21日  | THE IDOLM@STER SideM 49 ELEMENTS 04 W                                                       | 蒼井享介（山谷祥生） | 「COOL SENSATION～絶対Need!～」                                           | ゲーム『アイドルマスター SideM GROWING STARS』関連曲                                                              |
| 12月21日 | THE IDOLM@STER SideM GROWING SIGN@L 15 Take a StuMp!                                        | 315 ALLSTARS | 「Take a StuMp!」                                                         | ゲーム『アイドルマスター SideM GROWING STARS』関連曲                                                              |
| 2023年   |                                                                                             | |                                                                           | |
| 1月11日  | THE IDOLM@STER SideM GROWING SIGN@L 16 W                                                    | W | 「VIVA!! ファミリーリズム」 「Watchword」                                 | ゲーム『アイドルマスター SideM GROWING STARS』関連曲                                                              |
| 1月27日  | ALIVE「あの頃の僕らは」シリーズ・八重樫剣介「Cosmo*Locomotor」                              | 八重樫剣介（山谷祥生） | 「Cosmo*Locomotor」                                                       | キャラクターCD『ALIVE』関連曲                                                                                     |
| 2月11日  | THE IDOLM@STER SideM UNIT COLLECTION -Take a StuMp!-                                        | W | 「Take a StuMp!」                                                         | ゲーム『アイドルマスター SideM GROWING STARS』関連曲                                                              |
| 3月11日  | 幻想のUtopia/安寧のDystopia                                                                 | ピエール（堀江瞬）、蒼井悠介（菊池勇成）、蒼井享介（山谷祥生）、握野英雄（熊谷健太郎）、木村龍（濱健人）、秋山隼人（千葉翔也）、冬美旬（永塚拓馬）、榊夏来（渡辺紘）、若里春名（白井悠介）、紅井朱雀（益山武明）、東雲荘一郎（天﨑滉平）、アスラン＝ベルゼビュートII世（古川慎）、岡村直央（矢野奨吾）、硲道夫（伊東健人）、大河タケル（寺島惇太）、牙崎漣（小松昌平）、天峰秀（伊瀬結陸）、花園百々人（宮﨑雅也）、眉見鋭心（大塚剛央） | 「幻想のUtopia」                                                          | 舞台『THE IDOLM@STER SideM PASSIONABLE READING SHOW -超常事変〜対立スル正義〜-』オープニングテーマ                |
| 10月28日 | THE IDOLM@STER SideM GROWING SIGN@L SOLO COLLECTION 03                                      | 蒼井享介（山谷祥生） | 「VIVA!! ファミリーリズム」                                               | ゲーム『アイドルマスター SideM GROWING STARS』関連曲                                                              |
| 10月28日 | THE IDOLM@STER SideM 8th STAGE THEME SONG「Hands & Claps!」                                 | 315 ALLSTARS | 「Hands & Claps!」                                                        | ライブイベント『THE IDOLM@STER SideM 8th STAGE 〜ALL H@NDS TOGETHER〜』テーマソング                               |
| 10月28日 | THE IDOLM@STER SideM 8th STAGE THEME SONG「Hands & Claps!」                                 | 315 STARS（インテリVer.） | 「Hands & Claps!」                                                        | ライブイベント『THE IDOLM@STER SideM 8th STAGE 〜ALL H@NDS TOGETHER〜』テーマソング                               |
| 4月24日  | THE IDOLM@STER SideM CIRCLE OF DELIGHT 10 W                                                 | W | 「AZUR」 「Feeeel Gooood!」                                               | 『アイドルマスター SideM』関連曲                                                                                  |
| 8月7日   | THE IDOLM@STER SideM F@NTASTIC COMBINATION 〜HEARTMAKER!!!!〜 -BELIEVER'S MATCH- W          | W、THE 虎牙道 | 「vs.BELIEVERS」                                                          | ライブイベント『315 Production presents F＠NTASTIC COMBINATION LIVE 〜HEARTMAKER!!!!〜 -BELIEVER'S MATCH-』関連曲 |
| 8月7日   | THE IDOLM@STER SideM F@NTASTIC COMBINATION 〜HEARTMAKER!!!!〜 -BELIEVER'S MATCH- W          | W | 「RAY OF LIGHT」                                                          | ライブイベント『315 Production presents F＠NTASTIC COMBINATION LIVE 〜HEARTMAKER!!!!〜 -BELIEVER'S MATCH-』関連曲 |
| 8月7日   | THE IDOLM@STER SideM F@NTASTIC COMBINATION 〜HEARTMAKER!!!!〜 -BELIEVER'S MATCH- W          | Beit、神速一魂、W、THE 虎牙道 | 「DRIVE A LIVE（HEARTMAKER!!!! Ver.）」                                   | ライブイベント『315 Production presents F＠NTASTIC COMBINATION LIVE 〜HEARTMAKER!!!!〜 -BELIEVER'S MATCH-』関連曲 |
| 8月7日   | THE IDOLM@STER SideM F@NTASTIC COMBINATION 〜HEARTMAKER!!!!〜 -BELIEVER'S MATCH- THE 虎牙道 | Beit、神速一魂、W、THE 虎牙道 | 「Beyond the Dream（HEARTMAKER!!!! Ver.）」                               | ライブイベント『315 Production presents F＠NTASTIC COMBINATION LIVE 〜HEARTMAKER!!!!〜 -BELIEVER'S MATCH-』関連曲 |

### その他参加楽曲
| 発売日         | 商品名                                                              | 歌 | 楽曲 | 備考                                                         |
| -------------- | ------------------------------------------------------------------- | --- | --- | ------------------------------------------------------------ |
| 2017年6月9日   | UNLOCK☆START!!!                                                     | &6allein | 「UNLOCK☆START!!!」 「Color of melody」                                                                                 |                                                              |
| 2017年10月27日 | DOUBLE DARE COVERS                                                  | グラスリ | 「せつなさを殺せない」 「シャドーボクサー」                                                                             | ラジオ『Caféグラススリッパー』関連曲                         |
| 2017年11月29日 | -LIVED-/A:LIVE                                                      | &6allein | 「-LIVED-」 「A:LIVE」                                                                                                  |                                                              |
| 2018年4月4日   | With You                                                            | &6allein | 「KISS or BANG!」 「-LIVED- 2018ver.」 「A:LIVE 2018ver.」 「Color of melody 2018ver.」 「UNLOCK☆START!!! 2018ver.」    |                                                              |
| 2018年4月4日   | With You                                                            | 山谷祥生 | 「Let's Get Together」                                                                                                  |                                                              |
| 2018年5月16日  | Stand by...MUSIC!!!                                                 | アイドルマスター SideM、アイドルマスター ミリオンライブ！ ミリオンスターズ、亜咲花、伊藤美来、内田彩、内田真礼、オーイシマサヨシ、GRANRODEO（KISHOW）、鈴木このみ、鈴木みのり、竹達彩奈、TRUE、fhána、悠木碧 | 「Stand by...MUSIC!!!」                                                                                                 | ライブイベント『Animelo Summer Live 2018 "OK!"』テーマソング |
| 2019年1月30日  | Part of Me                                                          | &6allein | 「Part of Me」 「Choice“&”Chance」                                                                                      |                                                              |
| 2019年9月25日  | Disney 声の王子様 Voice Stars Dream Selection II                    | 山谷祥生 | 「輝く未来」 |                                                              |
| 2019年9月25日  | Disney 声の王子様 Voice Stars Dream Selection II                    | 浅沼晋太郎、天﨑滉平、荒牧慶彦、小澤廉、木村昴、高野洸、立花慎之介、橋本祥平、古川慎、増田俊樹、八代拓、山谷祥生                                                                                             | 「みんなスター！」 |                                                              |
| 2019年9月25日  | Disney 声の王子様 Voice Stars Dream Selection II アニミュゥモ特典CD | 山谷祥生 | 「みんなスター！」 |                                                              |
| 2019年12月20日 | ぎゅってしよ！ グラスリ ver.                                        | 山谷祥生、高塚智人 | 「ぎゅってしよ！」 「声はAmplifier」                                                                                    | インターネットラジオ局「ラジ友」テーマソング                 |
| 2020年3月25日  | The glass slipper                                                   | glass slipper | 「The glass slipper」 「All I want is you」 「すべて、愛だった 〜La vie d'une petite fille〜」 「夏の終りのハーモニー」 | ラジオ『Caféグラススリッパー』関連曲                         |
| 2021年3月26日  | Disney 声の王子様 Voice Stars Dream Live 2020 特典CD                | 浅沼晋太郎、橋本祥平、増田俊樹、山谷祥生 | 「夢はひそかに」 |                                                              |
| 2021年3月26日  | Disney 声の王子様 Voice Stars Dream Live 2020 特典CD                | 浅沼晋太郎、天﨑滉平、荒牧慶彦、木村昴、高野洸、立花慎之介、橋本祥平、古川慎、増田俊樹、八代拓、山谷祥生 | 「ずっとかわらないもの」 「ミッキーマウス・マーチ」                                                                     |                                                              |
| 2021年3月26日  | Disney 声の王子様 Voice Stars Dream Live 2020 アニミュゥモ特典CD    | 山谷祥生 | 「ミッキーマウス・マーチ」                                                                                              |                                                              |

### シリーズ一覧
1. ↑  第1期（2014年）、第2期『SECOND SEASON』（2015年 - 2016年）、第3期『actII』（2019年 - 2020年）
2. ↑  第1期（2015年）、第2期（2016年）
3. ↑  第2期『Rainy colorへようこそ！』（2015年）、第3期『in Hawaii』（2016年）
4. ↑  第1期（2016年）、第2期『続 刀剣乱舞-花丸-』（2018年）
5. ↑  第1期（2017年）、第2期『2』（2021年）
6. ↑  Season 1（2019年）、Season 2（2022年）、Season 3（2023年）、Season 4（2025年）
7. ↑  第1クール（2019年）、第2クール（2019年）
8. ↑  第1シリーズ（2019年 - 2020年）、第2シリーズ（2021年）、第3シリーズ（2022年 - 2023年）
9. ↑  第1期（2020年）、第2期『r=1-sinθ』（2022年）
10. ↑  SEASON SPRING & SUMMER（2020年）、SEASON AUTUMN & WINTER（2020年）
11. ↑  第1期（2020年）、第2期『懐玉・玉折/渋谷事変』（2023年）
12. ↑  シーズン1（2024年）、シーズン2（2025年）
13. ↑  『CIRCLE OF DELIGHT 最強の1と1で！』（2024年）、『F@NCOMLIVE 最強のコンビネーションで！』（2024年）、『10th Anniversary Fes 〜サイコーのパッションで！〜』（2024年）、『CONNECT WITH STAGE! 3人が見る景色』（2024年）、『CIRCLE OF DELIGHT 劇星☆戦隊ドラスターズ〜君が選ぶ未来への道〜』（2024年）

### 初出話一覧
1. ↑  Season 4 第1話初出
2. ↑  Season 1 第1話初出
3. ↑  第2話初出
4. ↑  第1話初出

### ユニットメンバー
1. 1 2 3 4 5 6 7 8 9 10 11 12 13 14 15 16 17  衛藤昂輝（土岐隼一）、八重樫剣介（山谷祥生）、桜庭涼太（山下大輝）、藤村衛（寺島惇太）
2. ↑  潮田渚（渕上舞）、茅野カエデ（洲崎綾）、赤羽業（岡本信彦）、杉野友人（山谷祥生）、神崎有希子（佐藤聡美）、奥田愛美（矢作紗友里）
3. ↑  天海響（木戸衣吹）、井上成美（伊藤美来）、上原佳奈（飯田里穂）、江角京子（M・A・O）、小川真琴（山崎エリイ）、山田健太（山谷祥生）
4. ↑  天海響（木戸衣吹）、井上成美（伊藤美来）、上原佳奈（飯田里穂）、江角京子（M・A・O）、小川真琴（山崎エリイ）、山田健太（山谷祥生）、代返侍（川原慶久）、花子さん（井澤美香子）、エロ猫（くじら）、メリーさん（松井恵理子）、コギャル霊（内田彩）、顔なし霊（木野双葉）
5. 1 2 3 4 5 6 7 8 9 10 11 12 13 14 15 16 17 18 19 20 21 22 23 24  蒼井享介（山谷祥生）、蒼井悠介（菊池勇成）
6. ↑  古賀ノエル（山本和臣）、古賀ニコラ（山谷祥生）、有沢純（山本匠馬）、鳥越陽佳（丸江俊也）
7. ↑  赤羽業（岡本信彦）、磯貝悠馬（逢坂良太）、岡島大河（内藤玲）、岡野ひなた（田中美海）、奥田愛美（矢作紗友里）、片岡メグ（松浦チエ）、茅野カエデ（洲崎綾）、神崎有希子（佐藤聡美）、木村正義（川辺俊介）、倉橋陽菜乃（金元寿子）、潮田渚（渕上舞）、菅谷創介（宮下栄治）、杉野友人（山谷祥生）、竹林孝太郎（水島大宙）、千葉龍之介（間島淳司）、寺坂竜馬（木村昴）、中村莉桜（沼倉愛美）、狭間綺羅々（斎藤楓子）、速水凛香（河原木志穂）、原寿美鈴（日野未歩）、不破優月（植田佳奈）、前原陽斗（浅沼晋太郎）、三村航輝（高橋伸也）、村松拓哉（はらさわ晃綺）、矢田桃花（諏訪彩花）、吉田大成（下妻由幸）、律（藤田咲）、堀部糸成（緒方恵美）
8. 1 2 3  天ヶ瀬冬馬（寺島拓篤）、御手洗翔太（松岡禎丞）、伊集院北斗（神原大地）
9. ↑  前田藤四郎（入江玲於奈）、鯰尾藤四郎（斉藤壮馬）、薬研藤四郎（山下誠一郎）、五虎退（粕谷雄太）、秋田藤四郎（山谷祥生）、乱藤四郎（山本和臣）、平野藤四郎（浅利遼太）、骨喰藤四郎（鈴木裕斗）、厚藤四郎（山下大輝）、博多藤四郎（大須賀純）
10. 1 2  天ヶ瀬冬馬（寺島拓篤）、御手洗翔太（松岡禎丞）、伊集院北斗（神原大地）、天道輝（仲村宗悟）、桜庭薫（内田雄馬）、柏木翼（八代拓）、都築圭（土岐隼一）、神楽麗（永野由祐）、鷹城恭二（梅原裕一郎）、ピエール（堀江瞬）、渡辺みのり（高塚智人）、伊瀬谷四季（野上翔）、秋山隼人（千葉翔也）、若里春名（白井悠介）、冬美旬（永塚拓馬）、榊夏来（渡辺紘）、蒼井享介（山谷祥生）、蒼井悠介（菊池勇成）、硲道夫（伊東健人）、舞田類（榎木淳弥）、山下次郎（中島ヨシキ）、清澄九郎（中田祐矢）、猫柳キリオ（山下大輝）、華村翔真（バレッタ裕）、握野英雄（熊谷健太郎）、木村龍（濱健人）、信玄誠司（増元拓也）、紅井朱雀（益山武明）、黒野玄武（深町寿成）、神谷幸広（狩野翔）、東雲荘一郎（天﨑滉平）、アスラン＝ベルゼビュートII世（古川慎）、卯月巻緒（児玉卓也）、水嶋咲（小林大紀）、大河タケル（寺島惇太）、円城寺道流（濱野大輝）、牙崎漣（小松昌平）、岡村直央（矢野奨吾）、橘志狼（古畑恵介）、姫野かのん（村瀬歩）、秋月涼（三瓶由布子）、兜大吾（浦尾岳大）、九十九一希（徳武竜也）、葛之葉雨彦（笠間淳）、北村想楽（汐谷文康）、古論クリス（駒田航）
11. 1 2  伊集院北斗（神原大地）、桜庭薫（内田雄馬）、神楽麗（永野由祐）、鷹城恭二（梅原裕一郎）、蒼井享介（山谷祥生）、握野英雄（熊谷健太郎）、猫柳キリオ（山下大輝）、冬美旬（永塚拓馬）、榊夏来（渡辺紘）、黒野玄武（深町寿成）、東雲荘一郎（天﨑滉平）、岡村直央（矢野奨吾）、硲道夫（伊東健人）、山下次郎（中島ヨシキ）、九十九一希（徳武竜也）、葛之葉雨彦（笠間淳）、古論クリス（駒田航）
12. 1 2  皇天馬（江口拓也）、瑠璃川幸（土岐隼一）、向坂椋（山谷祥生）、斑鳩三角（廣瀬大介）、三好一成（小澤廉）
13. ↑  朝日悠希（寺島惇太）、夏月斗羽（山谷祥生）、不知火颯（白井悠介）、蓮水巴瑠（鈴木裕斗）、土岐結人（土岐隼一）、柚木真哉（八代拓）、金森碧叶（榎木淳弥）
14. 1 2  天道輝（仲村宗悟）、桜庭薫（内田雄馬）、柏木翼（八代拓）
15. 1 2 3 4 5  鷹城恭二（梅原裕一郎）、ピエール（堀江瞬）、渡辺みのり（高塚智人）
16. 1 2 3  硲道夫（伊東健人）、舞田類（榎木淳弥）、山下次郎（中島ヨシキ）
17. 1 2 3 4  伊瀬谷四季（野上翔）、秋山隼人（千葉翔也）、若里春名（白井悠介）、冬美旬（永塚拓馬）、榊夏来（渡辺紘）
18. ↑  大和守安定（市来光弘）、加州清光（増田俊樹）、へし切長谷部（新垣樽助）、今剣（山下大輝）、前田藤四郎（入江玲於奈）、にっかり青江（間島淳司）、蜂須賀虎徹（興津和幸）、陸奥守吉行（濱健人）、鯰尾藤四郎（斉藤壮馬）、歌仙兼定（石川界人）、宗三左文字（泰勇気）、薬研藤四郎（山下誠一郎）、燭台切光忠（佐藤拓也）、五虎退（粕谷雄太）、山姥切国広（前野智昭）、獅子王（逢坂良太）、石切丸（高橋英則）、秋田藤四郎（山谷祥生）、乱藤四郎（山本和臣）、鳴狐（浅沼晋太郎）、愛染国俊（山下誠一郎）、同田貫正国（櫻井トオル）、鶴丸国永（斉藤壮馬）、平野藤四郎（浅利遼太）、骨喰藤四郎（鈴木裕斗）、厚藤四郎（山下大輝）、小夜左文字（村瀬歩）、鶯丸（柿原徹也）、堀川国広（榎木淳弥）、和泉守兼定（木村良平）、太郎太刀（泰勇気）、二郎太刀（宮下栄治）、大倶利伽羅（古川慎）、三日月宗近（鳥海浩輔）、博多藤四郎（大須賀純）、山伏国広（櫻井トオル）、御手杵（浜田賢二）、江雪左文字（佐藤拓也）、浦島虎徹（福島潤）、一期一振（田丸篤志）、蜻蛉切（櫻井トオル）、日本号（津田健次郎）、小狐丸（近藤隆）、岩融（宮下栄治）、蛍丸（井口祐一）、明石国行（浅利遼太）、長曽祢虎徹（新垣樽助）
19. ↑  大原空（豊永利行）、在原守人（小野友樹）、神楽坂宗司（古川慎）、宗像廉（村田太志）、七瀬望（沢城千春）
20. ↑  篁志季（江口拓也）、奥井翼（斉藤壮馬）、世良里津花（花江夏樹）、村瀬大（梅原裕一郎）
21. ↑  和泉柊羽（武内駿輔）、堀宮英知（西山宏太朗）、久我壱星（仲村宗悟）、久我壱流（野上翔）
22. 1 2  皇天馬（江口拓也）、瑠璃川幸（土岐隼一）、向坂椋（山谷祥生）、斑鳩三角（廣瀬大介）、三好一成（小澤廉）、兵頭九門（畠中祐）
23. ↑  冠野タクト（生田鷹司）、針間理斗（千葉翔也）、三毛門椎太（山谷祥生）
24. ↑  都築圭（土岐隼一）、神楽麗（永野由祐）
25. ↑  握野英雄（熊谷健太郎）、木村龍（濱健人）、信玄誠司（増元拓也）
26. ↑  猫柳キリオ（山下大輝）、華村翔真（バレッタ裕）、清澄九郎（中田祐矢）
27. 1 2 3  紅井朱雀（益山武明）、黒野玄武（深町寿成）
28. 1 2 3 4  大河タケル（寺島惇太）、円城寺道流（濱野大輝）、牙崎漣（小松昌平）
29. ↑  葛之葉雨彦（笠間淳）、北村想楽（汐谷文康）、古論クリス（駒田航）
30. ↑  神谷幸広（狩野翔）、東雲荘一郎（天﨑滉平）、アスラン＝ベルゼビュートII世（古川慎）、卯月巻緒（児玉卓也）、水嶋咲（小林大紀）
31. ↑  岡村直央（矢野奨吾）、橘志狼（古畑恵介）、姫野かのん（村瀬歩）
32. ↑  天ヶ瀬冬馬（寺島拓篤）、御手洗翔太（松岡禎丞）、伊集院北斗（神原大地）、天道輝（仲村宗悟）、桜庭薫（内田雄馬）、柏木翼（八代拓）、都築圭（土岐隼一）、神楽麗（永野由祐）、鷹城恭二（梅原裕一郎）、ピエール（堀江瞬）、渡辺みのり（高塚智人）、伊瀬谷四季（野上翔）、秋山隼人（千葉翔也）、若里春名（白井悠介）、冬美旬（永塚拓馬）、榊夏来（渡辺紘）、蒼井享介（山谷祥生）、蒼井悠介（菊池勇成）、硲道夫（伊東健人）、舞田類（榎木淳弥）、山下次郎（中島ヨシキ）、清澄九郎（中田祐矢）、猫柳キリオ（山下大輝）、華村翔真（バレッタ裕）、握野英雄（熊谷健太郎）、木村龍（濱健人）、信玄誠司（増元拓也）、紅井朱雀（益山武明）、黒野玄武（深町寿成）、神谷幸広（狩野翔）、東雲荘一郎（天﨑滉平）、アスラン＝ベルゼビュートII世（古川慎）、卯月巻緒（児玉卓也）、水嶋咲（小林大紀）、大河タケル（寺島惇太）、円城寺道流（濱野大輝）、牙崎漣（小松昌平）、岡村直央（矢野奨吾）、橘志狼（古畑恵介）、姫野かのん（村瀬歩）、秋月涼（三瓶由布子）、兜大吾（浦尾岳大）、九十九一希（比留間俊哉）、葛之葉雨彦（笠間淳）、北村想楽（汐谷文康）、古論クリス（駒田航）
33. 1 2 3  天ヶ瀬冬馬（寺島拓篤）、御手洗翔太（松岡禎丞）、伊集院北斗（神原大地）、天道輝（仲村宗悟）、桜庭薫（内田雄馬）、柏木翼（八代拓）、都築圭（土岐隼一）、神楽麗（永野由祐）、鷹城恭二（梅原裕一郎）、ピエール（堀江瞬）、渡辺みのり（高塚智人）、伊瀬谷四季（野上翔）、秋山隼人（千葉翔也）、若里春名（白井悠介）、冬美旬（永塚拓馬）、榊夏来（渡辺紘）、蒼井享介（山谷祥生）、蒼井悠介（菊池勇成）、硲道夫（伊東健人）、舞田類（榎木淳弥）、山下次郎（中島ヨシキ）、清澄九郎（中田祐矢）、猫柳キリオ（山下大輝）、華村翔真（バレッタ裕）、握野英雄（熊谷健太郎）、木村龍（濱健人）、信玄誠司（増元拓也）、紅井朱雀（益山武明）、黒野玄武（深町寿成）、神谷幸広（狩野翔）、東雲荘一郎（天﨑滉平）、アスラン＝ベルゼビュートII世（古川慎）、卯月巻緒（児玉卓也）、水嶋咲（小林大紀）、大河タケル（寺島惇太）、円城寺道流（濱野大輝）、牙崎漣（小松昌平）、岡村直央（矢野奨吾）、橘志狼（古畑恵介）、姫野かのん（村瀬歩）、秋月涼（三瓶由布子）、兜大吾（浦尾岳大）、九十九一希（比留間俊哉）、葛之葉雨彦（笠間淳）、北村想楽（汐谷文康）、古論クリス（駒田航）、天峰秀（伊瀬結陸）、花園百々人（宮﨑雅也）、眉見鋭心（大塚剛央）
34. 1 2  伊集院北斗（神原大地）、桜庭薫（内田雄馬）、神楽麗（永野由祐）、鷹城恭二（梅原裕一郎）、蒼井享介（山谷祥生）、握野英雄（熊谷健太郎）、猫柳キリオ（山下大輝）、冬美旬（永塚拓馬）、榊夏来（渡辺紘）、黒野玄武（深町寿成）、東雲荘一郎（天﨑滉平）、岡村直央（矢野奨吾）、硲道夫（伊東健人）、山下次郎（中島ヨシキ）、九十九一希（比留間俊哉）、葛之葉雨彦（笠間淳）、古論クリス（駒田航）、天峰秀（伊瀬結陸）
35. 1 2  山谷祥生、土岐隼一、宮本悠丞、徳武竜也、菊池勇成、石井孝英
36. 1 2  山谷祥生、高塚智人
37. 1 2  山谷祥生、土岐隼一、徳武竜也、菊池勇成、石井孝英
38. ↑  仲村宗悟、山谷祥生、狩野翔
39. ↑  山崎はるか、田所あずさ、Machico